# Bevrijding van de Duitse bezetting in België (Tweede Wereldoorlog)

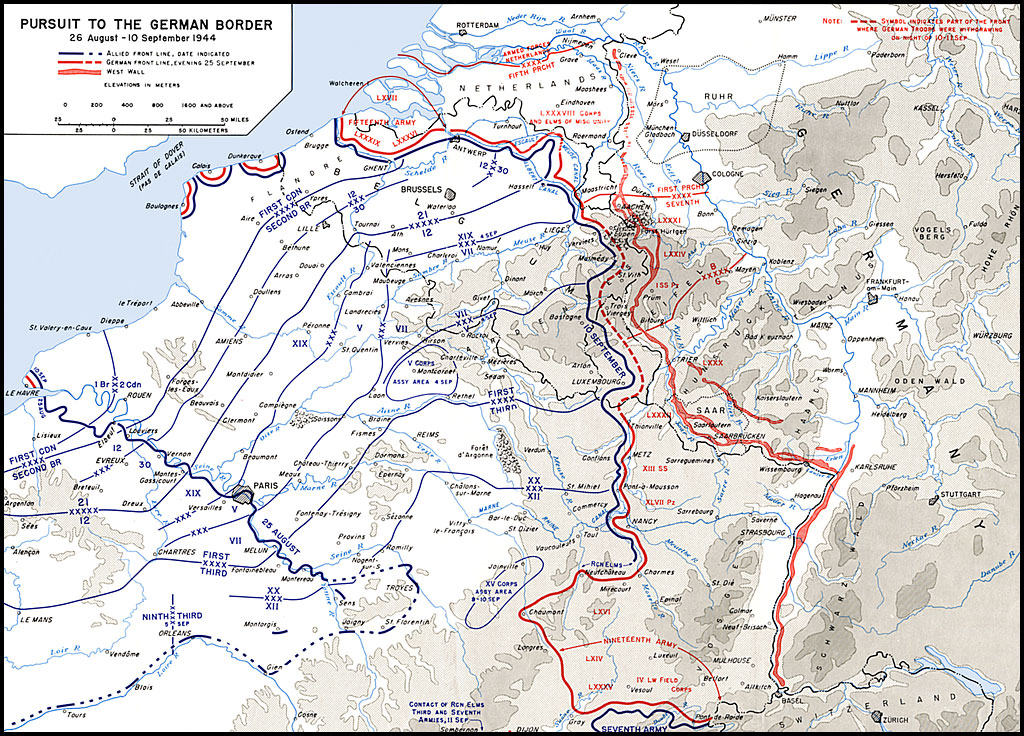
Achtervolging van Duitse troepen door de geallieerden - 10 september 1944

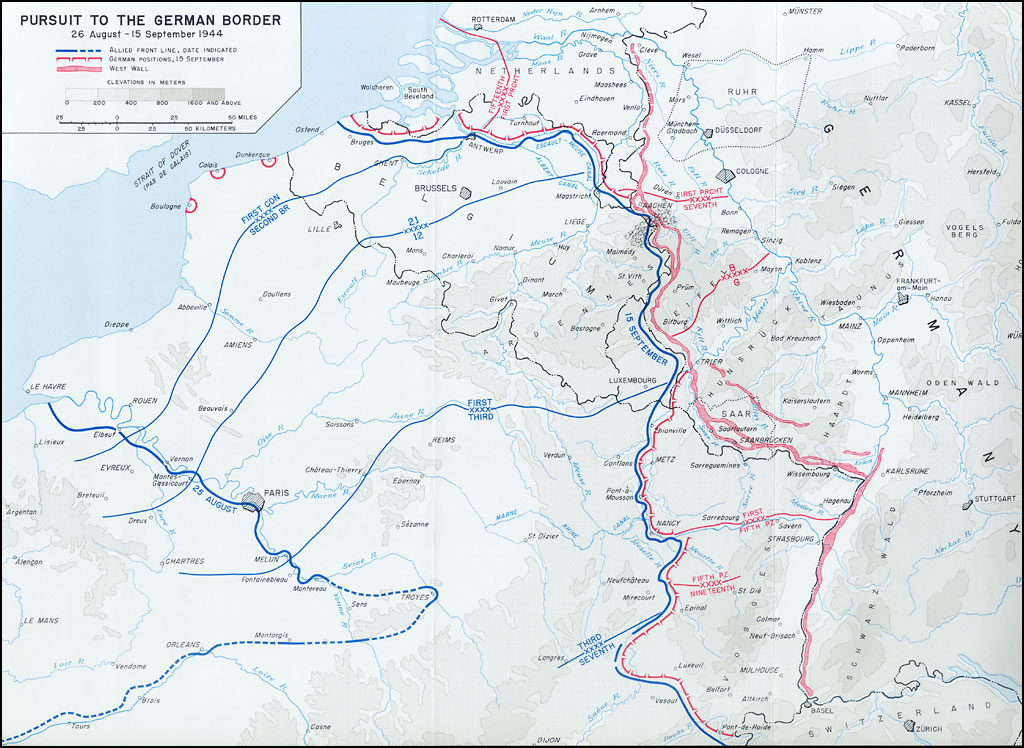
Kaart van de geallieerde doorbraak - 15 september 1944

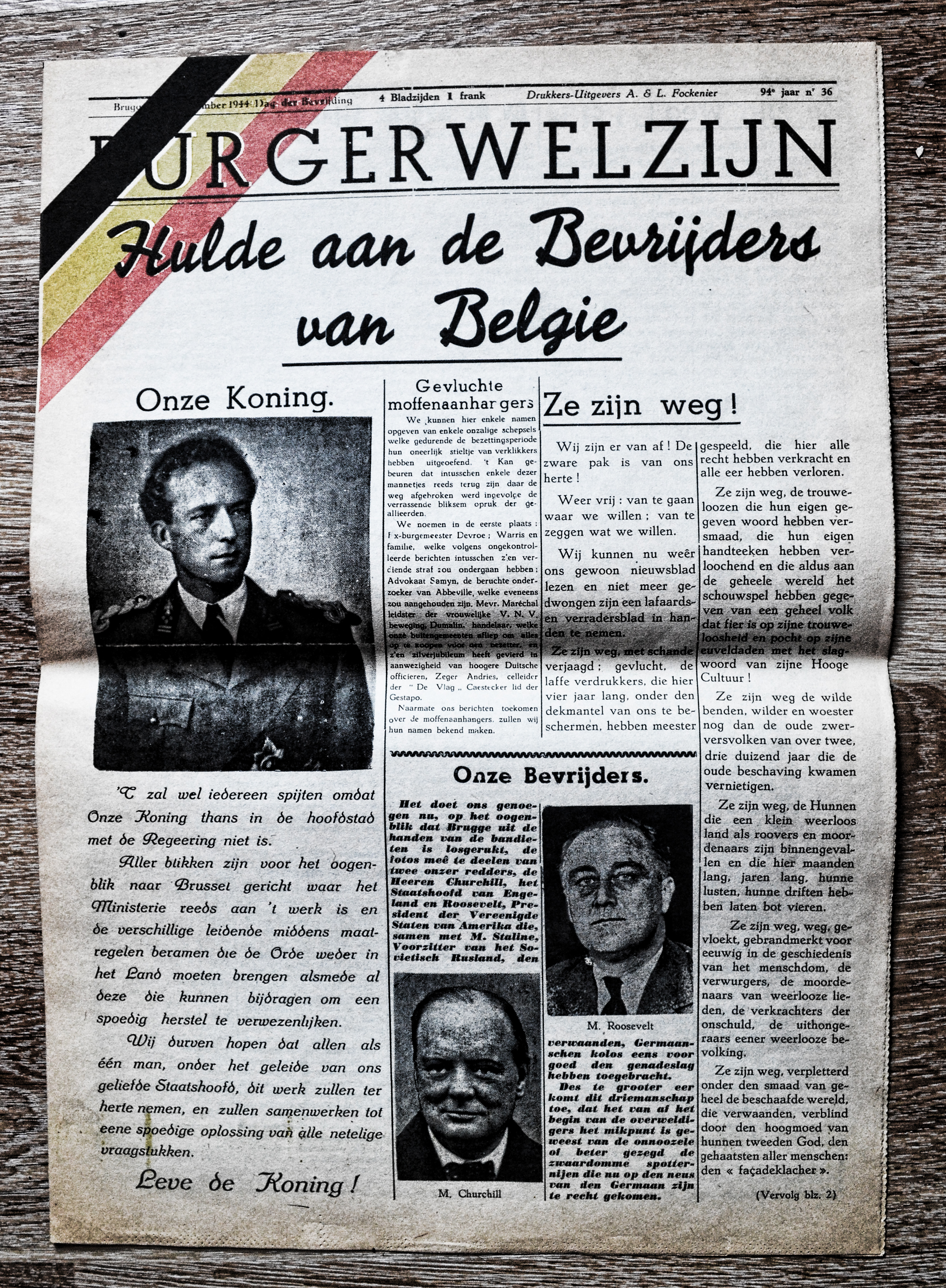
Voorpagina Brugs weekblad Burgerwelzijn, september 1944

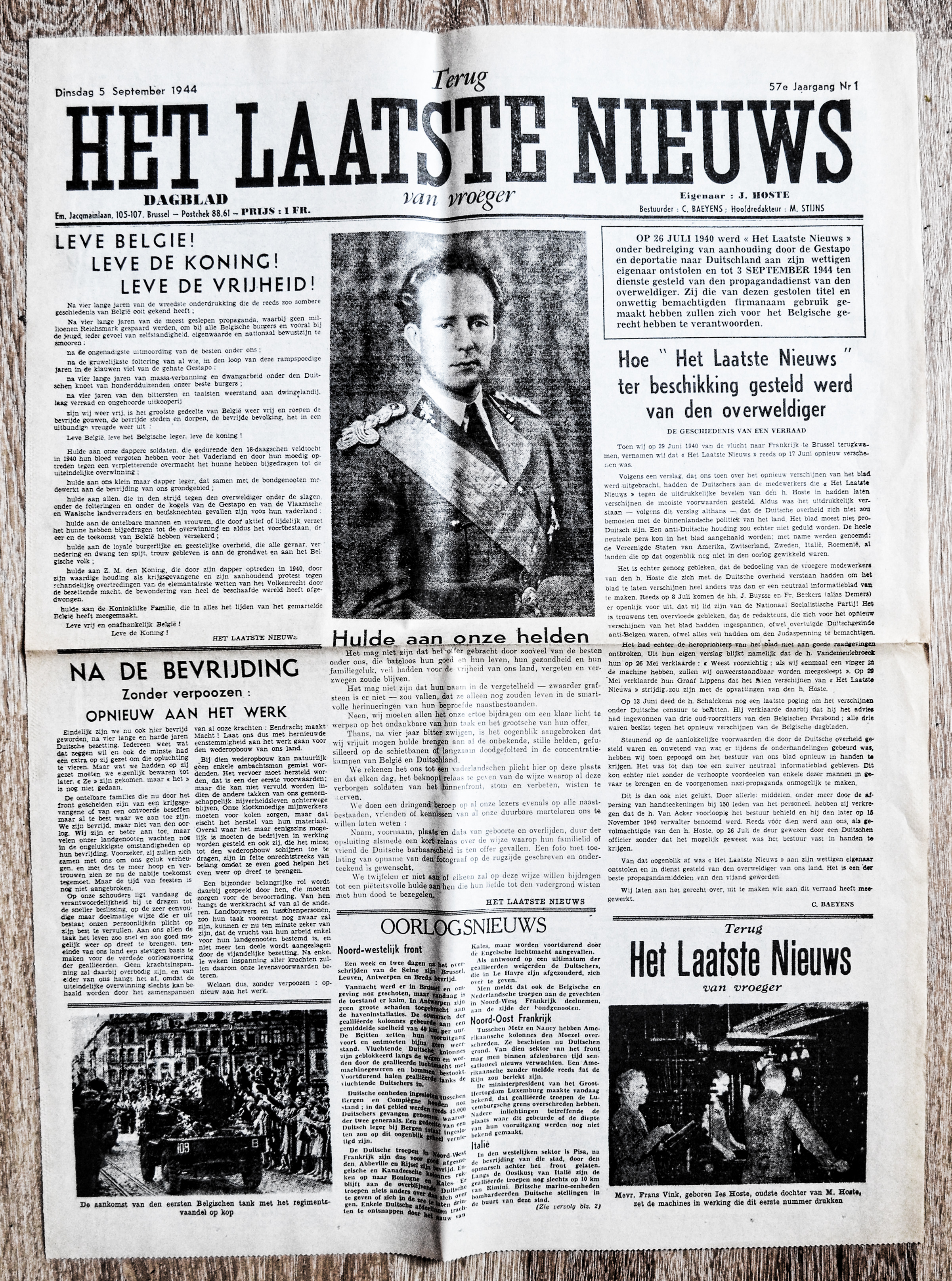
De voorpagina van Het Laatste Nieuws van 5 september vermeldt onder de kop "Oorlogsnieuws" de bevrijding van Breda. Dit leidt tot vroegtijdige bevrijdingsfeesten in Meer (Antwerpen), die echter abrupt worden beëindigd door de komst van een Duitse colonne. Meer moet uiteindelijk wachten tot 27 oktober op haar bevrijding. Breda wordt in werkelijkheid pas op 29 oktober bevrijd door de troepen van generaal Maczek.

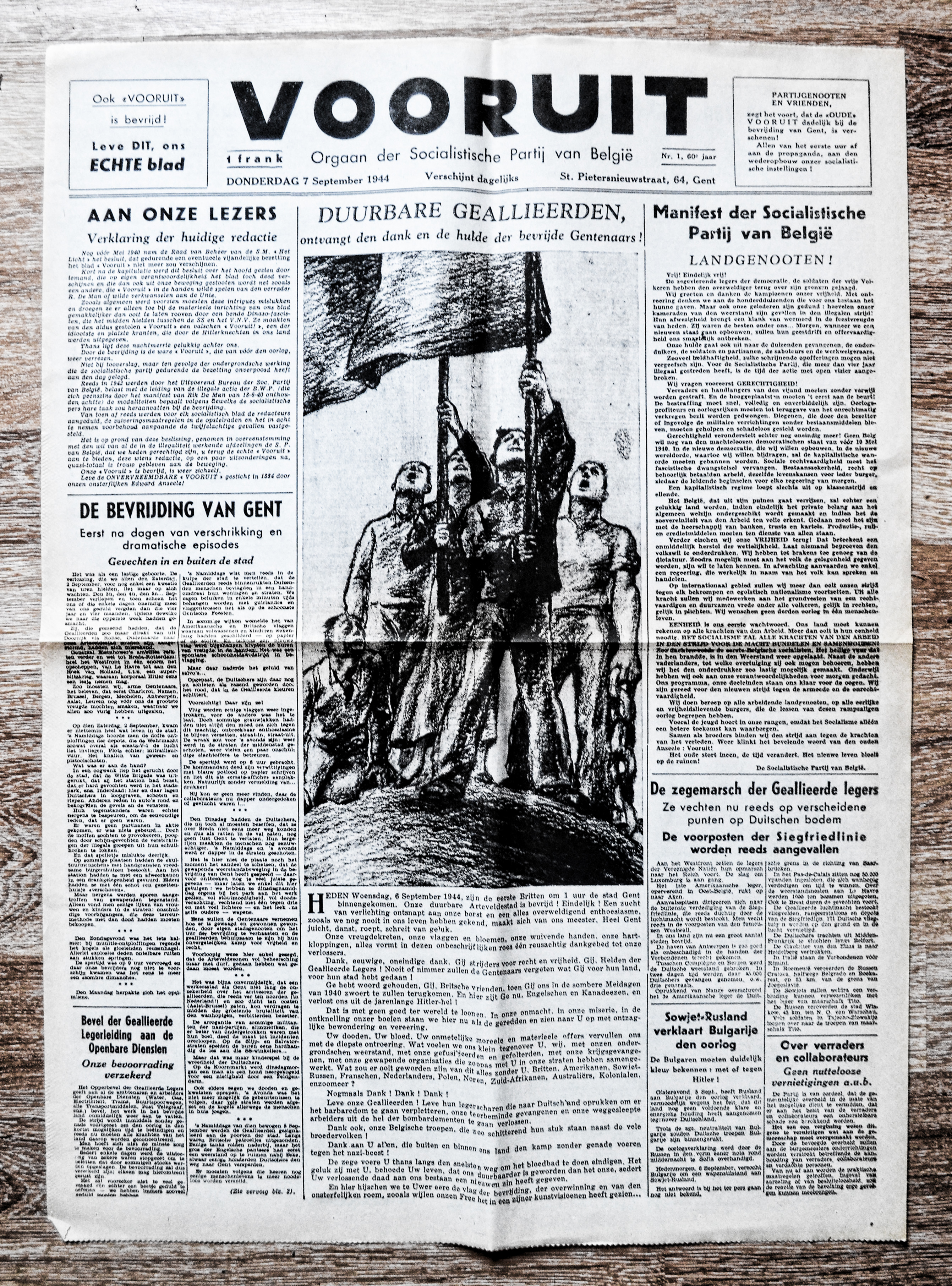
Voorpagina Vlaams socialistisch dagblad Vooruit, 7 september 1944, over bevrijding van Gent.

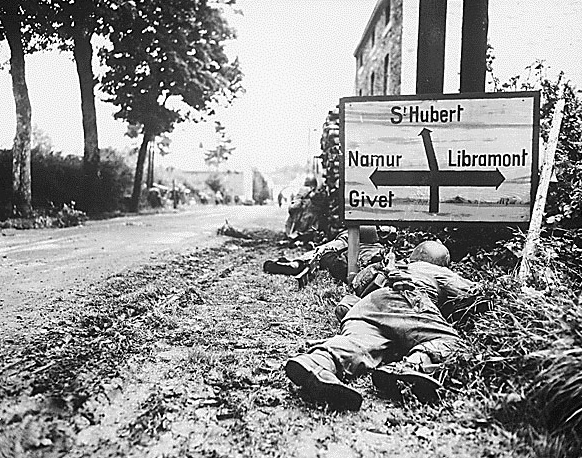
Amerikaanse troepen in Libin op 7 september 1944

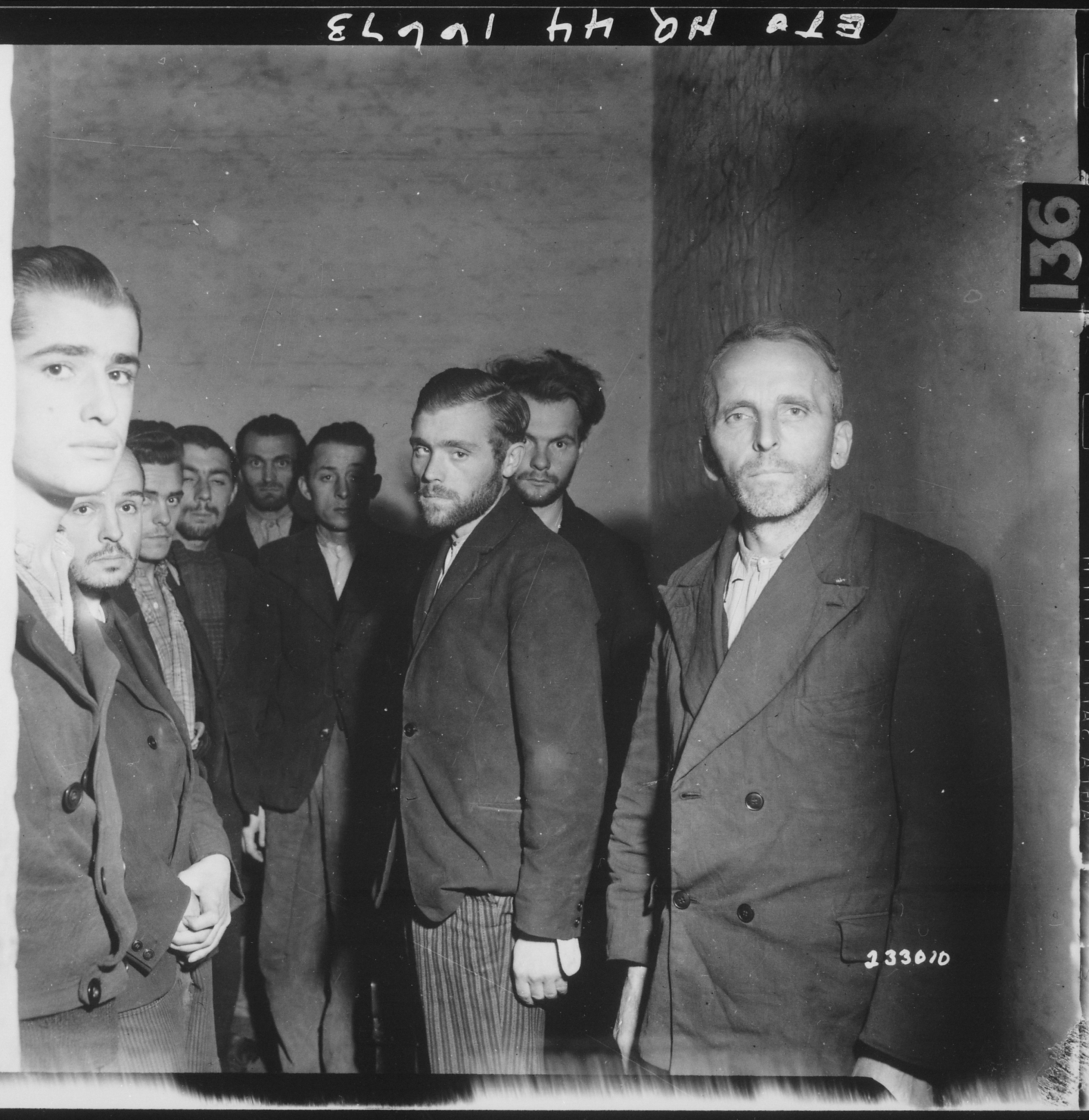
Duitse agenten van de Gestapo, gearresteerd na de bevrijding van Luik, werden samengebracht in de Citadel van Luik

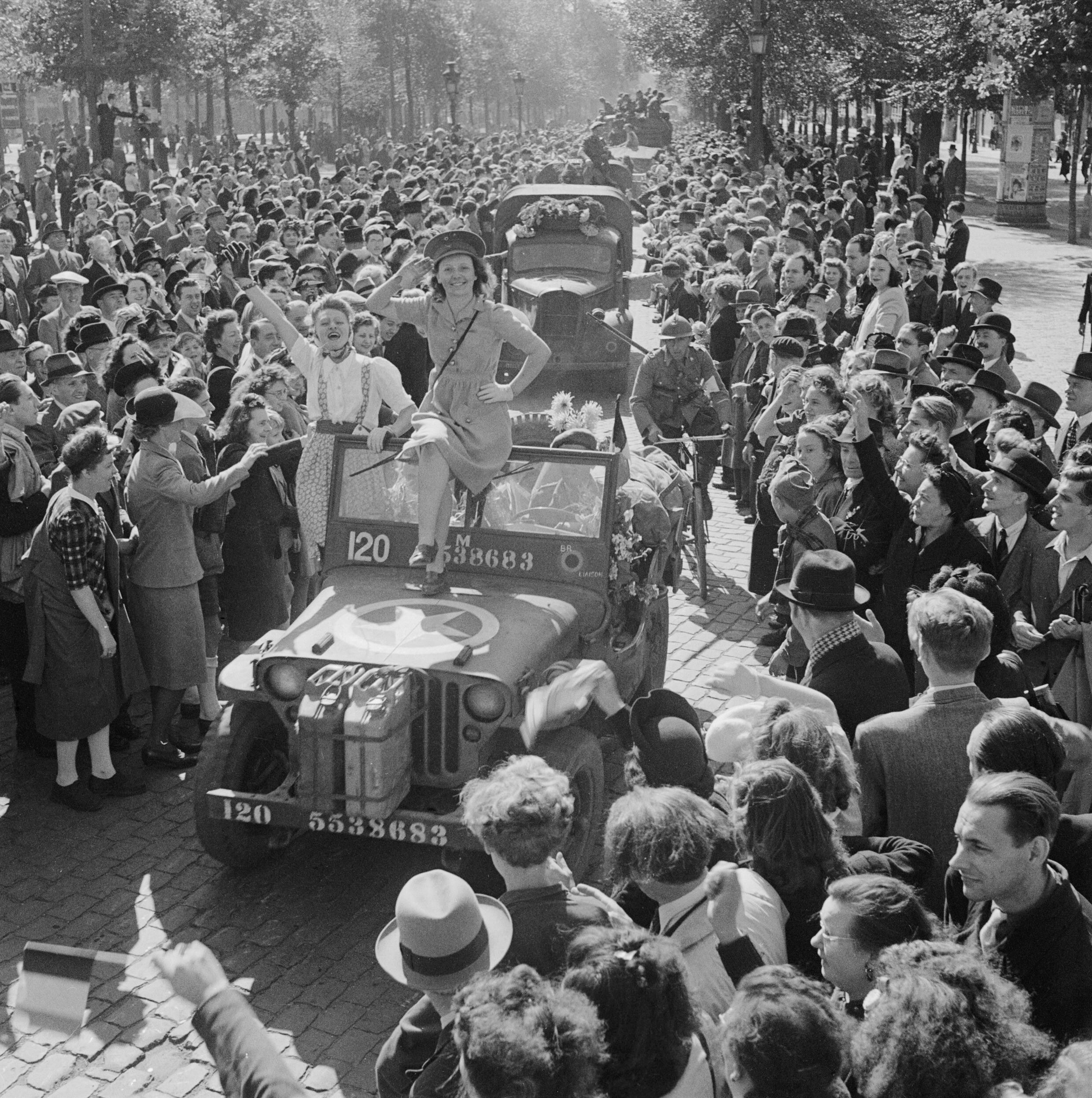
Britse troepen worden uitbundig onthaald in Brussel, 4 september 1944

 De Bevrijding of einde van de Duitse bezetting in België tijdens de Tweede Wereldoorlog liep van begin tot einde september 1944, met enkele uitlopers tot begin november en met een herovering door de Duitsers van een deel van de Ardennen in december 1944 - januari 1945.

## Chronologie
De geallieerde troepen die België bereikten, waren in de eerste plaats het Tweede Britse Leger en het Eerste Amerikaanse Leger. Ze werden bijgestaan of opgevolgd door legereenheden bestaande uit Britten, Amerikanen, Canadezen, Polen (1ste Poolse Pantserdivisie) en de Belgische troepen van de Brigade Piron. België werd hoofdzakelijk bezet door het 15de Duitse Leger, dat zich aan versneld tempo uit het land terugtrok en slechts één strategisch doel overhield: het blokkeren van de Westerschelde en van de toegang tot de haven van Antwerpen.
Tijdens de maand september 1944 werd het grootste deel van het Belgische grondgebied van de Duitse troepen bevrijd.
- Op 2 september bereikten de geallieerden de Belgische zuidergrens in de provincie Henegouwen. Dezelfde dag werden Bergen en Doornik bevrijd.
- Op zondag 3 september bereikten ze Brussel en reden de eerste pantserwagens 's namiddags de stad langs de Tervurenlaan binnen. Ook Aat, La Louvière, Ronse en Aalst werden ingenomen.
- Op 4 september trokken geallieerde troepen in een overwinningsparade door de Belgische hoofdstad, met vooraan de Belgen van de Brigade Piron
- Op 4 september werd Antwerpen bevrijd, evenals Leuven, Mechelen, Lier en Kortrijk
- Op 4 september werd het concentratiekamp Breendonk bevrijd en onmiddellijk aangewend als interneringscentrum voor opgepakte collaborateurs
- Op 6 september werden Gent,[1] Luik en Ieper bevrijd.
- Op 7 september werd generaal Bernard Montgomery op het stadhuis van Brussel ontvangen.
- Op 7 september werden Verviers en de provincie Luxemburg bevrijd.
- Op 7 en 8 september staken de Britse en Amerikaanse troepen het Albertkanaal over.
- Op 8 september werden Roeselare, Hooglede, Tielt, Ruiselede en Aalter bevrijd
- Op 11 september werd de legerbasis van Leopoldsburg (met 900 gevangenen) bevrijd
- Op 12 september werd Brugge bevrijd
- Op 24 september werd Turnhout bevrijd
- Op 29 september werd Sint-Lenaarts bevrijd
- Op 30 september werd Merksplas bevrijd
- Op 4 oktober werd Ekeren bevrijd
- Op 22 oktober werd Wuustwezel bevrijd
- Op 23 oktober werd Hoogstraten bevrijd
- Op 27 oktober werd Meer (Antwerpen) bevrijd
- Op 1 november werden Knokke, Westkapelle bevrijd
- Op 2 november werden Heist, Ramskapelle  bevrijd.
- Op 3 november werd Zeebrugge bevrijd.

### Bevrijding van Limburg
Limburg was onderdeel van Market Garden, de geallieerde militaire operatie in september 1944 die als doel had de Rijn over te steken en een snelle opmars naar het hart van Duitsland te realiseren. Vanuit Limburg werd de basis gelegd voor de verdere opmars naar Arnhem.
In aanloop van deze periode werd er op verschillende locaties nog hevig gevochten, waaronder tijdens de Strijd om Hechtel. Deze gevechten waren cruciaal voor het veiligstellen van de bevoorradingsroutes en het ondersteunen van de geallieerde opmars naar het noorden.

### Bevrijding van de Noorderkempen

#### Bevrijding van Rijkevorsel
De Noorderkempen, gelegen in het noorden van de provincie Antwerpen, kende enkele van de laatste gevechten van de bevrijdingscampagne in België. De te bevrijden regio liep van Antwerpen tot Turnhout ten noorden van het kanaal kanaal Dessel-Turnhout-Schoten.
Rijkevorsel speelde een belangrijke sleutelrol in de campagne om deze regio te bevrijden. In de nacht van 24 op 25 september 1944 stak de 49th (West Riding) Infantry Division, bekend als de Polar Bears, het kanaal over bij het Sas van Sint-Jozef. Ondanks zware regenval en donkerte, slaagden ze erin om ongemerkt over te steken, wat cruciaal was voor de bevrijding van de gehele regio. Rijkevorsel kende waarschijnlijk de langste bevrijdingsstrijd van heel België: pas op 23 oktober 1944, na bijna een maand van zware gevechten, konden de noordelijke gehuchten hun bevrijders verwelkomen.

#### Bevrijding van Merksplas
Belangrijk in de strategie was om ten noorden van het kanaal te komen. Men ging links en rechts op zoek naar steunpunten om een verdere actie op te bouwen. In Merksplas lag de Duitse 719e Infanteriedivisie. Op 29 september 1944 viel de Britse Polar Bear Brigade de Duitse vesting in Merksplas-Kolonie aan vanuit het bruggenhoofd aan het sas van Sint-Jozef. De Polar Bears gebruikten lichte bewapening bij deze aanval om burgers en de 4000 gevangenen in de strafinrichting van Merksplas-Kolonie te beschermen. Onder de gevangenen bevonden zich ook leden van het verzet, wat de operatie extra urgent maakte.
In een tweede fase van de bevrijdingsoperatie werd het centrum van Merksplas bevrijd door de Eerste Poolse Pantserdivisie onder leiding van generaal Stanisław Maczek. Hij had een belangrijke rol gespeeld bij de Franse veldslag die bekend werd onder de naam Zak van Falaise. Merksplas werd zijn startpunt voor de volgende operatie, een uitbraak noordwaarts via Baarle-Hertog naar Breda. Voor deze opmars moest nog even gewacht worden op andere divisies zoals de Timberwolves die eenzelfde uitval noordwaarts gingen doen 10 kilometer ten westen van Hoogstraten naar Zundert.
Boven in de Sint-Katharinakerk (Hoogstraten) bevond zich een Duitse wachtpost die alle troepenbewegingen binnen een straal van 10 kilometer kon observeren en via een directe telefoonlijn aan het Duitse hoofdcommando kon rapporteren. In Hoogstraten zat luitenant-generaal Josef Reichert van de 711e Infanteriedivisie (Duitsland). Ondanks dit strategische nadeel voor de geallieerden, besloten zij de kerktoren niet aan te vallen. In de plaats daarvan, maakten ze een omtrekkende beweging om de Duitsers in te sluiten.

#### Operatie Pheasant

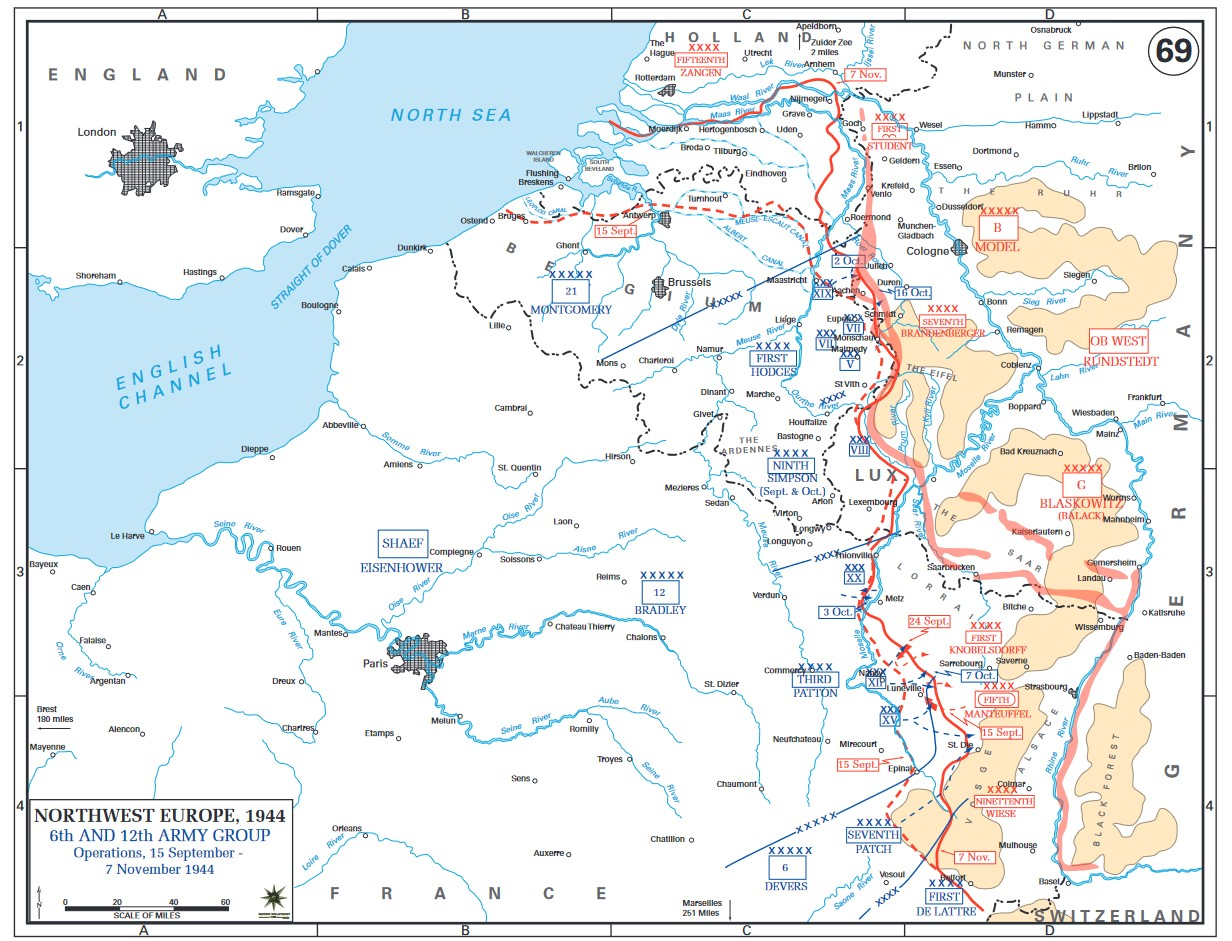
Rode stippellijn: front 15 september 1944, Rode volle lijn: front 7 november 1944

Operatie Pheasant, die op 20 oktober 1944 begon, was een belangrijke militaire operatie tijdens de Tweede Wereldoorlog. Het doel van de operatie was om de Duitse troepen uit het zuiden van Nederland te verdrijven en zo de geallieerde opmars voort te zetten. De operatie was onderdeel van een bredere strategie om de Duitse bezetting van Nederland te beëindigen en de bevrijding van het hele land mogelijk te maken.
De startpositie van de operatie bevond zich in de reeds bevrijde dorpen aan de noordzijde van het kanaal Schoten-Turnhout. Deze dorpen dienden als uitvalsbasis voor de geallieerde troepen, die vanuit deze positie aanvalslijnen van zuid naar noord konden opzetten. Verschillende divisies voerden de aanvallen uit, waarbij de geallieerden hun opmars zorgvuldig coördineerden om de Duitse verdediging te doorbreken. Een deel van de operatie omvatte een gecoördineerde opmars 10 kilometer ten oosten en ten westen van Hoogstraten, wat leidde tot een omsingelende beweging rondom de Duitse troepen in dit gebied.
Op 22 oktober 1944 werd Wuustwezel bevrijd als onderdeel van Operatie Pheasant. De bevrijding van Wuustwezel en omliggende dorpen was van strategisch belang, aangezien dit de geallieerde troepen in staat stelde hun opmars naar het noorden voort te zetten en verdere druk op de Duitse linies uit te oefenen. Dit was duidelijk zichtbaar in de bevrijding van Zundert op 27 oktober 1944 en de daaropvolgende bevrijding van Breda op 29 oktober 1944 door generaal Maczek, waardoor de omsingeling van Hoogstraten compleet was. De Duitsers hadden dit tijdig doorzien. 
Doordat de geallieerden een front hadden gevormd rondom Hoogstraten, op een afstand van ongeveer 10 kilometer, vertrokken de Duitse troepen al in de vroege ochtend van 23 oktober 1944 uit Hoogstraten. Daarbij bliezen de Duitsers de kerktoren met een hoogte van 104 meter op om te voorkomen dat de geallieerden de toren zouden gebruiken als uitkijkpost bij een eventuele tegenaanval van de Duitsers. 

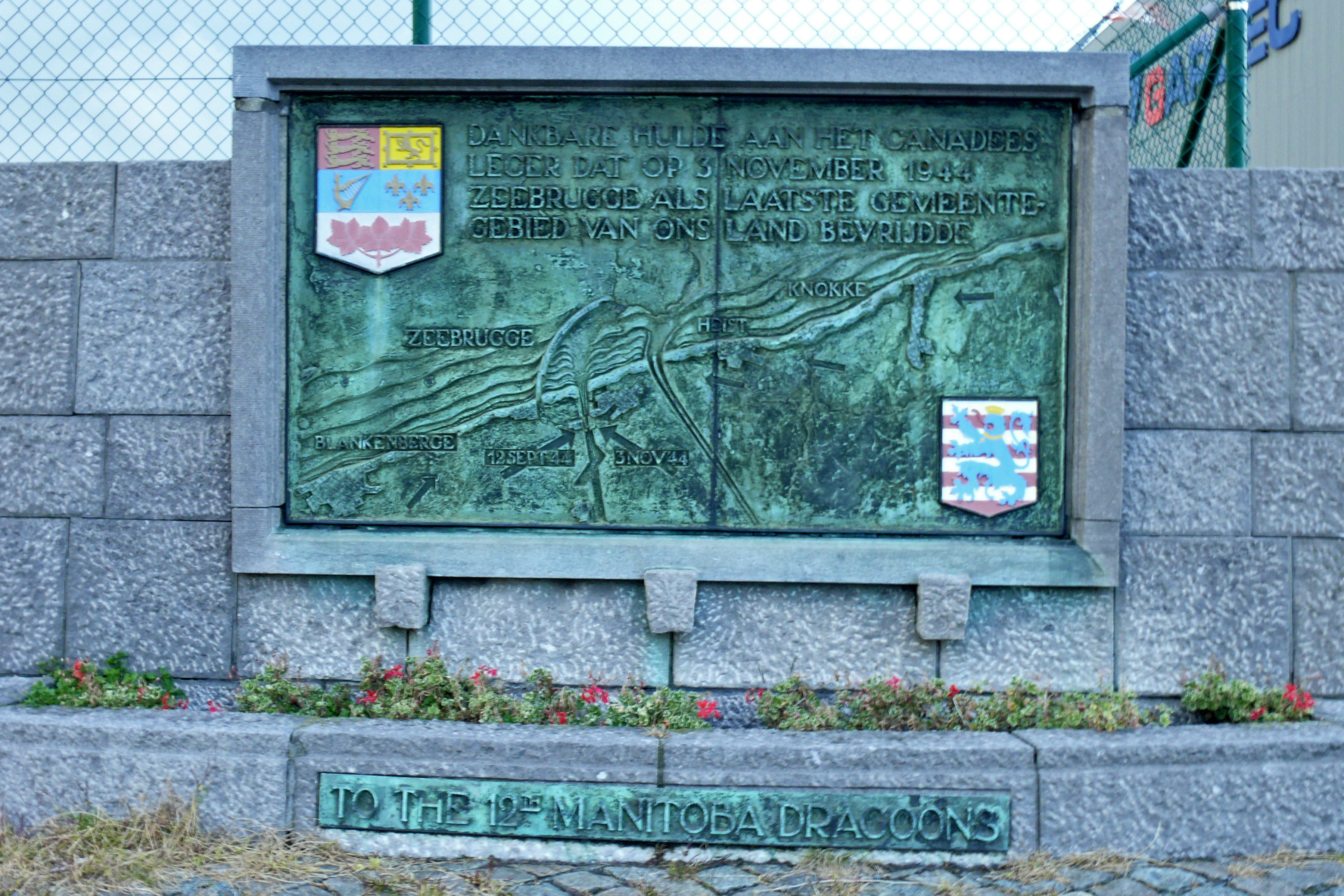
Zeebrugge was de laatste Belgische gemeente die werd bevrijd tijdens de Tweede Wereldoorlog, op 3 november 1944.

De laatste slag in de Belgische Noorderkempen vond plaats op 27 oktober 1944 bij kasteel Maxburg in Meer, Hoogstraten. Deze slag markeerde de definitieve bevrijding van de Noorderkempen.

### West-Vlaanderen
De gevechten duurden  het langst in de Zwinstreek en in de polderstreek tussen West-Vlaanderen en Zeeland. Zeebrugge was de laatste Belgische gemeente die werd bevrijd tijdens de Tweede Wereldoorlog, op 3 november 1944. De bevrijding van Zeebrugge markeerde het einde van de Duitse bezetting in België, na jaren van strijd en onderdrukking. 

## V-wapens
Intussen poogde Hitler het tij alsnog in zijn voordeel te doen keren door de massale inzet van zogeheten "Vergeldings-" of V-wapens (V1, V2) vanaf juli 1944. In België werden deze vooral tegen de haven van Antwerpen, maar ook tegen Luik ingezet. 
Na de bevrijding van België bleven de gevaren voor de burgerbevolking aanwezig, vooral door de voortdurende dreiging van deze V-bommen. Van de naar schatting 9.000 V-bommen die op België werden afgevuurd, maakten er 775 dodelijke slachtoffers, wat resulteerde in ongeveer 8.000 doden. Deze V1-vliegende bommen en V2-raketten, oorspronkelijk gericht op strategische doelen zoals Antwerpen, veroorzaakten aanzienlijke verwoestingen en verlies van mensenlevens. Ten oosten van Antwerpen en Luik waren verschillende verdedigingslinies met luchtafweer ingericht om de steden te beschermen, maar het neerhalen van V1-bommen door luchtafweer leidde er vaak toe dat de projectielen op andere locaties neerstortten, wat tot bijkomende burgerslachtoffers leidde.
Daarnaast bleef de bevolking in gevaar door achtergelaten oorlogstuig en mijnenvelden. In sommige dorpen en steden vielen na de bevrijding zelfs meer slachtoffers dan tijdens de bezetting zelf. De nalatenschap van de oorlog was in deze gebieden nog lang voelbaar, waardoor de vreugde over de bevrijding werd overschaduwd door de voortdurende dreiging van explosies en de aanwezigheid van onontplofte munitie. Een eenduidige datum voor de bevrijding van België is dan ook moeilijk vast te stellen. Terwijl Brussel en Antwerpen uitbundig vierden op 4 september, moesten anderen nog tot eind oktober, begin november wachten. Het contrast tussen deze was groot. 

## Ardennenoffensief
Onder meer door de mislukking van Operatie Market Garden vertraagde de geallieerde opmars in het najaar van 1944. Gebruikmakende van het slechte weer, dat in december 1944 de geallieerde luchtmacht aan de grond hield, poogde Hitler in een gigantisch tegenoffensief met circa 30 divisies doorheen de Belgische Ardennen de sleutelhaven van Antwerpen te heroveren en de geallieerden terug in zee te drijven.
Vanuit de startlijn Monschau-Echternach slaagden de Duitsers erin de frontlijn tot op ongeveer 5 km van Dinant te trekken. Voor de inwoners van deze regio herbegon de nachtmerrie, vooral omdat in het kielzog van de Duitse troepen ook Gestapo-eenheden waren gevolgd die zich opnieuw aan gruweldaden te buiten gingen (onder meer te Bande, ten zuidoosten van Marche-en-Famenne). Maar de Amerikaanse troepen in Sankt Vith en vooral in en rond Bastenaken (Bastogne) onder leiding van brigadegeneraal Anthony McAuliffe boden hardnekkig weerstand en weigerden zich over te geven.
Door tegenaanvallen vanuit het zuiden en het noorden, en door de mogelijkheid om opnieuw de luchtmacht in te zetten, was de Duitse saillant tegen eind januari 1945 verdwenen en België werd definitief en volledig bevrijd.
Van op afstand bleef Antwerpen echter tot 29 maart 1945 en Luik tot 8 april, enkele weken voor de Duitse capitulatie op 7 mei en de wapenstilstand op 8 mei 1945, onder vuur liggen van de Duitse raketwapens V-1 en V-2.

## Betekenis
De bevrijding van het land gebeurde onder het grote enthousiasme van de bevolking. De gevolgen waren zeer belangrijk.
- De terugtrekking van de Duitsers en de opmars van de geallieerden gebeurde niet zonder aanzienlijke materiële schade, die te voegen was bij de schade aangericht door maandenlange luchtaanvallen van de geallieerden op strategische doelwitten en vervolgens door de Duitse V-bommen.
- De bevrijding van België, meer bepaald van de haven van Antwerpen, was van strategisch belang voor de verdere opmars door Duitsland. Het kwam erop aan de troepenbevoorrading langs deze haven te kunnen organiseren. Pas na de verovering van Zuid-Beveland en Walcheren die op 3 november 1944 een feit was en na de zuivering van de Scheldemonding van de aanwezige mijnen, kon de haven de verwachte rol spelen. Vanaf 26 november liepen de eerste konvooien de haven binnen. De aanvoer bleef zich doorzetten, ondanks de V-bommen (tot einde maart) en het droppen van mijnen in de vaargeul door de Kriegsmarine (tot 23 januari).
- Zodra een stad of dorp van de Duitsers was bevrijd, kwam naast de vreugde ook de volkswoede tot uiting en begon de jacht op echte of vermeende collaborateurs. Op instigatie van Minister van Justitie Delfosse werden onmiddellijk na de bevrijding 170 gemeentelijke interneringscentra (waaronder het Hechteniskamp Lokeren en Merksplas-Kolonie) opgericht waar in totaal circa 30.000 gedetineerden werden opgesloten, naast de 14.000 verdachte personen die in de bestaande gevangenissen werden gedetineerd. De gevolgen van de 'epuratie', die in België 'Repressie' werd genoemd, lieten zich tot in de eenentwintigste eeuw gevoelen.
- De regering Pierlot in ballingschap, kon op 8 september van Londen naar Brussel terugkeren en werd zonder meer aanvaard als de wettelijke leiding van het land, zodat de democratische bestuursvorm ongehinderd kon worden hersteld. Zodra ze was aangekomen, benoemde de regering nieuwe provinciegouverneurs, alsook nieuwe hoofden van de centrale administraties. Op 19 september kwamen Kamer en Senaat in plechtige zitting bijeen. De dag daarop verkozen ze Prins Karel tot regent. Op 27 september werd de regering Pierlot uitgebreid met politieke personaliteiten die tijdens de oorlog in het land waren gebleven.
- Naarmate de steden en gemeenten bevrijd werden namen de tijdens de verkiezingen van oktober 1938 verkozen gemeenteraden en de in 1939 verkozen schepenen en benoemde burgemeesters, die door de Duitsers waren afgezet, onmiddellijk hun ambt weer op.
- De afwezigheid van koning Leopold III, gevangene van de Duitsers, leverde de basis voor de Koningskwestie die het land politiek zou verscheuren.